# Linea Tarumi
La linea Tarumi (樽見線?, Tarumi-sen) è una linea ferroviaria regionale operata dalla società Ferrovia Tarumi di circa 35 km che collega la stazione di Ōgaki, nella città omonima, lungo la linea principale Tōkaidō, alla stazione di Tarumi a Motosu, entrambe nella prefettura di Gifu in Giappone.

## Caratteristiche
- Percorso: 34,5 km
- Scartamento: 1067 mm
- Numero di stazioni: 19
- Binari: tutta la linea è a binario singolo
- Trazione: termica
- Sistema di blocco: automatico speciale (ATS-S ST)
- Stazioni che permettono l'incrocio: Higashi-Ōgaki, Kitagata-Makuwa, Motosu e Kōmi
- Mezzi utilizzati: autobus su rotaia

## Storia
La linea ferroviaria fu inizialmente pianificata per l'interesse nazionale dal governo del Giappone per unire Ōgaki e Kanazawa attraverso Ōno, nella prefettura di Fukui. La realizzazione venne avviata nel 1935 e la prima sezione fu aperta nel 1956 fra Ōgaki e Tanigumiguchi. Due anni dopo la linea aprì fino a Mino-Kōmi, l'attuale Kōmi.
Nel 1984 a causa del deficit e del percorso incompleto terminante nella piccola cittadina montana di Tarumi, la linea venne ceduta dalle Ferrovie Nazionali Giapponesi alla società privata Ferrovia Tarumi, che tuttora la gestisce.
L'estensione finale da Kōmi a Tarumi di 10,9 km fu portata a termine nel 1989.

## Servizi e stazioni

### Servizi
Tutti i treni della linea sono locali, e fermano in tutte le stazioni. La frequenza è di un treno ogni 90 minuti circa, con alcuni rinforzi la mattina, e il tempo di percorrenza da Tarumi a Ōgaki è di un'ora esatta. Circa un terzo dei treni inoltre è limitato alla tratta Ōgaki - Motosu.
Oltre ai treni in servizio regolare sono offerte carrozze a noleggio, treni speciali, carrozze ristorante e servizi per eventi particolari, come lo hanami dei fiori di ciliegio in primavera.

### Stazioni
- Tutte le stazioni si trovano nella prefettura di Gifu.

| Stazione        | Giapponese | Dist. | Collegamenti                                    | Posizione | Posizione             |
| --------------- | ---------- | ----- | ----------------------------------------------- | --------- | --------------------- |
| Ōgaki           | 大垣       | 0.0   | JR Central: Linea principale Tōkaidō Linea Yōrō | Gifu      | Ōgaki                 |
| Higashi-Ōgaki   | 東大垣     | 2.7   |                                                 | Gifu      | Ōgaki                 |
| Yokoya          | 横屋       | 4.5   |                                                 | Gifu      | Mizuho                |
| Jūkujō          | 十九条     | 5.5   |                                                 | Gifu      | Mizuho                |
| Mieji           | 美江寺     | 7.5   |                                                 | Gifu      | Mizuho                |
| Kitagata-Makuwa | 北方真桑   | 10.8  |                                                 | Gifu      | Motosu                |
| Morera-Gifu     | モレラ岐阜 | 12.5  |                                                 | Gifu      | Motosu                |
| Itonuki         | 糸貫       | 13.4  |                                                 | Gifu      | Motosu                |
| Motosu          | 本巣       | 16.2  |                                                 | Gifu      | Motosu                |
| Oribe           | 織部       | 17.5  |                                                 | Gifu      | Motosu                |
| Kochibora       | 木知原     | 20.2  |                                                 | Gifu      | Motosu                |
| Tanigumi-guchi  | 谷汲口     | 21.6  |                                                 | Gifu      | Ibigawa Ibi           |
| Kōmi            | 神海       | 23.6  |                                                 | Gifu      | Motosu                |
| Takashina       | 高科       | 25.2  |                                                 | Gifu      | Ibigawa, Ibi District |
| Nabera          | 鍋原       | 26.4  |                                                 | Gifu      | Motosu                |
| Hinata          | 日当       | 28.3  |                                                 | Gifu      | Motosu                |
| Takao           | 高尾       | 30.5  |                                                 | Gifu      | Motosu                |
| Midori          | 水鳥       | 32.5  |                                                 | Gifu      | Motosu                |
| Tarumi          | 樽見       | 34.5  |                                                 | Gifu      | Motosu                |